# أحمد رفيقي
أبو حذيفة أحمد رفيقي ممرض مغربي ومسعف ميداني. ولد في الزحيليقة من إقليم الخميسات ونشأ يتيما في الدار البيضاء. درس التمريض وعمل ممرضا في مستشفيات الدار البيضاء، وانتهى به المطاف في مستشفى ابن رشد الجامعي، وكان فيه المشرف على التصوير الكهربي للدماغ الذي تعلمه في فرنسا. تطوع بالجمعية المغربية لمساندة الجهاد الأفغاني للعمل ممرضا في أفغانستان إبان الغزو السوفياتي. توفي في الدار البيضاء يوم الخميس 11 جمادى الأولى 1435.